# Römisches Stadttor Mainz

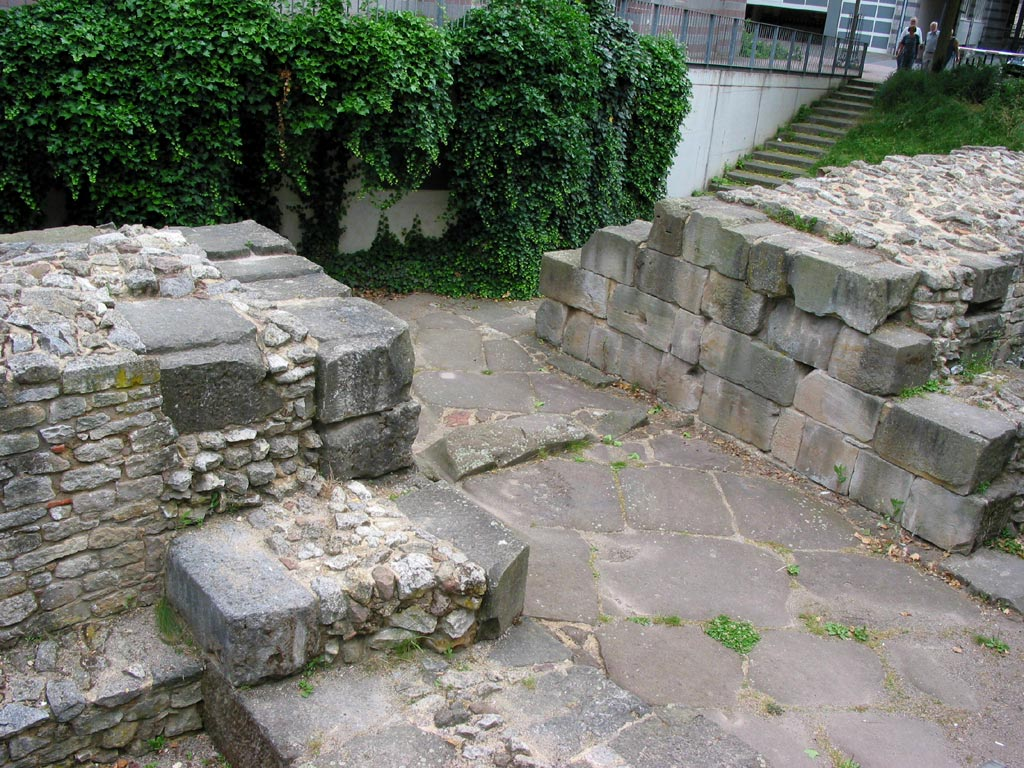
Römisches Stadttor auf dem Kästrich

Bei Bauarbeiten für eine Wohnanlage auf dem „Kästrich“ in der Mainzer Oberstadt wurden 1985 Mauerreste des spätantiken Mogontiacum entdeckt. Es handelte sich um ein aus dem 4. Jahrhundert stammendes römisches Stadttor sowie um das guterhaltene Pflaster der durchführenden Straße und Teile der spätantiken Stadtmauer. Die baulichen Überreste wurden konserviert und in die neu erbaute Wohnanlage als sicht- und begehbares Zeugnis des römischen Mainz integriert.

## Geschichtlicher Hintergrund
Nach dem Zusammenbruch des Limes 259/60 n. Chr. wurde das römische Mogontiacum wieder Frontstadt. Die bis dahin unbefestigte Provinzhauptstadt musste für einen adäquaten Schutz sorgen, den die römischen Truppen trotz ihrer massiven Präsenz dort nicht mehr sicherstellen konnten. Die erste Stadtmauer wurde gebaut.
Im Zuge des Umbaues dieser älteren, aus dem 3. Jahrhundert stammenden, Stadtmauer nicht lange nach 350 n. Chr. wurde die Stadtmauer des spätantiken Mogontiacum deutlich verkürzt und wichtige Stadtbereiche wie beispielsweise das Bühnentheater oder das kurz zuvor aufgegebene Legionslager ausgeschlossen. Im Bereich des Legionslagers wurde einerseits älteres Baumaterial wiederverwendet (Spolien im Mauerwerk sichtbar), andererseits nutzte man weiterhin die mit massiven Sandsteinplatten gepflasterte, zur ehemaligen Porta Praetoria (Haupttor) führende Lagerstraße. 
Zur Durchführung dieser auch weiterhin wichtigen Straße wurde die neue Stadtmauer mit einem Stadttor unterbrochen. Dieses Stadttor samt Resten der ehemaligen Lagerstraße und angrenzenden Mauerresten wurde 1985 ausgegraben. Besonders bemerkenswert sind die in den Sandsteinplatten der Via praetoria, bzw. decumanus maximus, deutlich eingeschliffenen Fahrspuren von knapp 2 m Breite, die den Spurbreiten römischer Fahrzeuge entsprach und von einer regen Benutzung der Via praetoria zeugen.

## Wiederentdeckung und heutiger Zustand

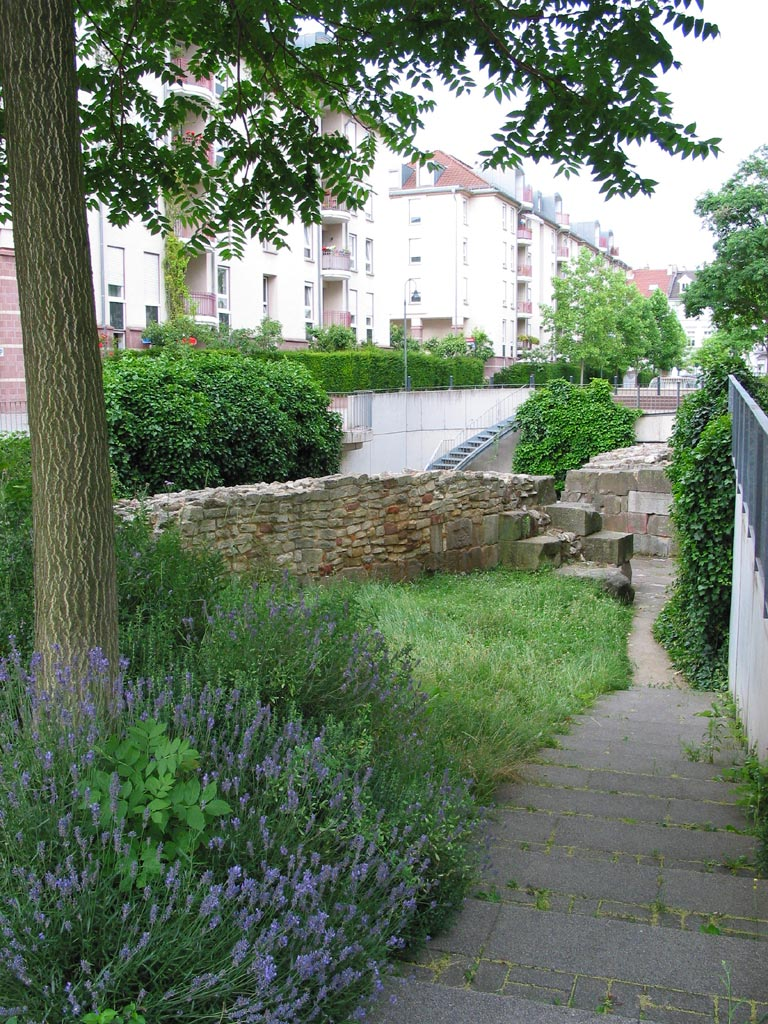
Wohnanlage Kästrich mit den integrierten Überresten von Tor und Mauer

Beim Bau einer größeren Wohnanlage auf dem Kästrich, die sich in Form und Stil an die römische Architektur anlehnt, wurde 1985 das Stadttor wieder aufgefunden. Der Fund wurde in die Grünanlagen des Wohnkomplexes integriert und ist heute für Besucher zugänglich. Vom Stadttor aus kann man den naheliegenden mittelalterlichen Alexanderturm (heute auf dem Gebiet der Kupferbergkellerei liegend) sehen, dessen sichtbares Fundament ebenfalls noch aus römischer Zeit stammt und der den Standpunkt von einem der zahlreichen Türme der römischen Stadtmauer markiert.